# Olargues
Olargues è un comune francese di 622 abitanti situato nel dipartimento dell'Hérault nella regione dell'Occitania.
Olargues ospita il centro scientifico di ricerca "Cebenna" dal nome della donna condannata dagli dei ad essere inghiottita dal monte Caroux.
La creazione del centro è stata decisa dal consiglio generale dell'Hérault, che ha proposto, a partire dal 1988, la creazione di una rete di centri scientifici specializzati sul territorio dipartimentale. Il centro ha il compito di valorizzare il patrimonio e salvaguardare l'ambiente naturali e la geologia privilegiando un approccio scientifico.

## Società

### Evoluzione demografica
Abitanti censiti